# Dieter Hoffmann
Dieter Hoffmann (ur. 27 sierpnia 1942 w Gdańsku, zm. 16 września 2016 w Luckenwalde) – wschodnioniemiecki lekkoatleta, który specjalizował się w pchnięciu kulą.
W 1964 oraz 1968 roku startował w igrzyskach olimpijskich zajmując kolejno 12. i 4. miejsce. Mistrz Europy z 1969 roku oraz srebrny medalista europejskich igrzysk halowych z 1966. Reprezentant NRD w meczach międzypaństwowych, także przeciwko Polsce. Wielokrotny mistrz i rekordzista kraju.

## Osiągnięcia
| Rok  | Impreza                     | Miejsce   | Pozycja     | Wynik |
| ---- | --------------------------- | --------- | ----------- | ----- |
| 1964 | Igrzyska olimpijskie        | Tokio     | 12. miejsce | 17,11 |
| 1966 | Europejskie igrzyska halowe | Dortmund  | 2. miejsce  | 18,25 |
| 1966 | Mistrzostwa Europy          | Budapeszt | 8. miejsce  | 18,02 |
| 1968 | Igrzyska olimpijskie        | Meksyk    | 4. miejsce  | 20,00 |
| 1969 | Mistrzostwa Europy          | Ateny     | 1. miejsce  | 20,12 |
| 1971 | Mistrzostwa Europy          | Helsinki  | 7. miejsce  | 19,38 |

## Rekordy życiowe
| Konkurencja              | Wynik | Data          | Miasto    |
| ------------------------ | ----- | ------------- | --------- |
| Pchnięcie kulą – stadion | 20,60 | 2 lipca 969   | Koblencja |
| Pchnięcie kulą – hala    | 18,25 | 27 marca 1966 | Dortmund  |